# Alexandru Lăpușneanu
Alexandru Lăpușneanu (n. 1499, Lăpușna, Moldova – d. 5 mai 1568, Iași, Moldova) a fost un domn al Moldovei care a domnit între septembrie 1552 – 18 noiembrie 1561 și octombrie 1564 – 9 martie 1568. Figura sa a fost popularizată de scriitorul Costache Negruzzi, care l-a imortalizat în nuvela Alexandru Lăpușneanu, atribuindu-i celebrele fraze: „De mă voiu scula, pre mulți am să popesc și eu...” și „Dacă voi nu mă vreți, eu vă vreu...”.

## Prima domnie (1552–1561)
Alexandru Lăpușneanu a fost fiul nelegitim al lui Bogdan al III-lea cu Anastasia doamna și se numea înainte de domnie Petrea stolnicul.
A fost ridicat la domnie prin puterea poloneză, detronându-l pe domnitorul Ioan Joldea (1552). A fost proclamat domn în Polonia, la Trembowla (azi, localitate în Ucraina apuseană, denumită Terebovlea): „Ci sfătuindu-se pribegii, carii erau acolo, ca să nu vie fără cap, au rădicat domn pe Petrea stolnicul în tîrg în Terebulea , și i-au pus numele de Alexandru vodă, pre carele l-au poreclit Lăpușneanul, și l-au ales pribegii dintre sine.” (Grigore Ureche - Simion Dascălul) . Ioan Joldea a părăsit Moldova, ajungând în Transilvania, unde își va întemeia familia. Descendenții lui Ioan Joldea trăiesc și astăzi în județul Bistrița Năsăud (orașul Năsăud și satul Mititei), Oradea, Județul Mureș, Sibiu și Cluj. Prin urmare, Alexandru Lăpușneanu a plasat țara sub suzeranitatea Poloniei, depunând jurământ de fidelitate, la Bacuta, regelui polonez Sigismund August și obligându-se să-i dea, în timp de război, 7.000 de călăreți moldoveni. Chiar în ianuarie 1553 le trimite polonilor câteva mii de oșteni, împotriva tătarilor. Această politică dusă de Lăpușneanu față de polonezi a atras asupra lui ura lui Ferdinand de Habsburg, împăratul Germaniei, din cauză că regele Poloniei era fratele Isabellei, regina Ungariei, care era în relații dușmănoase cu Ferdinand. Din acest motiv, Ferdinand a încercat prin toate metodele să-l răstoarne de pe tron.
Lăpușneanu l-a ajutat pe Mircea Ciobanul să revină la domnie în Țara Românească, în anul 1553, de unde fusese alungat de pretendentul Radu Ilie. Cu oastea comandată de marele vornic Nădăbaico, a contribuit la înlocuirea aceluiași Mircea Ciobanul, acum intrat în dizgrație, cu Pătrașcu cel Bun (februarie 1554).
Alexandru Lăpușneanu participă la campania pentru instalarea lui Ioan-Sigismund Zápolya (și a mamei sale Isabella) în Transilvania, trecând peste munți cu două armate în 1556. Lăpușneanu urmărea să redobândească Ciceiul și Cetatea de Baltă; dar cu tot ajutorul important primit, Isabella și fiul ei nu s-au grăbit să restituie cele două posesiuni. A fost nevoie de o incursiune a lui Lăpușneanu în mai 1558, în care Țara Bârsei are serios de suferit, pentru ca dieta din Alba Iulia să hotărască restituirea Ciceiului și Cetății de Baltă.
Și turcilor le devine suspectă domnia lui Lăpușneanul, aflat sub protecția Poloniei, și în 1555 îl cheamă la Constantinopol. El însă nu se duce, ci trimite niște pungi cu bani, punându-se astfel bine și cu Poarta; își întărește astfel domnia, fiind protejat și de polonezi și de turci. Tot atunci, Lăpușneanul îi ajută pe turci să o readucă pe tronul din Cluj pe regina Isabella (1556), care era refugiată în Polonia.
În clipa în care era cel mai sigur pe domnia sa, este detronat de un venetic crescut la curtea sa, Iacob Eraclide, poreclit și Despotul. Acesta, prin înșelăciuni și intrigi, își adună o oaste de mercenari și-l învinge pe Lăpușneanul la satul Verbia, pe râul Jijia, la 18 noiembrie 1561. Lupta a ținut două zile: 17-18 noiembrie 1561. Lăpușneanu fiind înfrânt, se retrage spre Huși; de aici, învins a doua oară, fuge la Chilia, unde îl precedase Doamna Ruxandra, care adusese cu ea și vistieria. Mai departe, s-a dus la Istanbul. Lăpușneanu este exilat în insula Rhodos (martie 1562).

## A doua domnie (1564–1568)
După ce Despot Vodă este ucis în 1563 de Ștefan Tomșa, care domnește pentru scurt timp, Lăpușneanu reușește să redobândească tronul Moldovei. Acest lucru îl costă mai mult de 200.000 de galbeni dați turcilor și un crâncen război civil, pe care a trebuit să-l poarte contra lui Ștefan Tomșa, candidatul boierilor. Armatele turcești și tătărești, care îl aduceau pe Lăpușneanu la domnie, au invadat țara, prădând și jefuind. Tomșa, neputând să se mențină pe tron, fuge la polonezi, însoțit de vornicul Moțoc, de Veveriță postelnicul și Spanciog spătarul (martie 1564), dar este condamnat la moarte și executat de polonezi la Liov, împreună cu cei trei boieri.
A doua domnie a lui Lăpușneanu, începută în sânge, avea să înoate în sânge până la sfârșitul ei. El promite la început tuturor boierilor dușmani lui iertare, însă imediat ce și-a consolidat domnia, a făcut un prânz mare la care a invitat pe cei mai de seamă boieri și, în timp ce aceștia petreceau, mercenari străini au năvălit asupra lor și i-au măcelărit. După o știre polonă, din noiembrie 1564, au fost uciși la Suceava 12 boieri, în timp ce letopisețul lui Grigore Ureche -Simion Dascălul dă cifra 47  și un însemnat număr de curteni mai mărunți, uciși la Curtea Domnească de la Iași. Este greu de precizat câți boieri au pierit, însă mai verosimilă pare întâia cifră . Lăpușneanu, fiind așezat pe tron de turci, a trebuit să țină cont de dorințele lor. Ei i-au cerut să dărâme toate cetățile, pentru ca țara să fie incapabilă să se apere. Astfel, a umplut toate cetățile cu lemne și le-a dat foc. Excepție a făcut-o Hotinul, unde s-a așezat o garnizoană turcească, care a început să jefuiască cu cruzime țara. Incendierea, însă, nu a produs pagube mari cetăților, ci a fost doar un șiretlic pentru a se evita dărâmarea lor.

## Boala și moartea
Înainte de 5 martie 1568, Lăpușneanu este afectat de o boală care îl sleiește de puteri. Simptomele erau frisoane și temperatură ridicată. Izvoarele vorbesc și de o mai veche boală, glaucom sau trahom, o boală ereditară de care suferiseră atât tatăl său cât și fiul său, Bogdan Lăpușneanu. Azarie precizează doar că „în al patrulea an din domnia lui a doua, Alexandru a căzut în boală rea și de moarte”. La 5 martie cere bistrițenilor transilvăneni să îi trimită pe bărbierul Andrei, vechiul său chirurg care va ajunge în Moldova prea târziu, după moartea lui. De altfel bolnavul însuși considera că doar Dumnezeu îl mai putea ajuta. Pentru a nu lăsa treburile țării în neorânduială, trimite o solie la Poartă, cerând sultanului să numească în scaunul Moldovei pe Bogdan, întâiul născut, „în timpul vieții sale, fiind el fără putere”.
La 9 martie adună Sfatul Țării și îi cere să aleagă domn pe fiul său, Bogdan, căruia îi transmite sceptrul înaintea tuturor. După încheierea Sfatului, sau poate a doua zi, Alexandru se călugărește sub numele de Pahomie, a cărui inițială provenea de la numele dinaintea domniei, Petru. Intrarea în monahism și curînda adormire întru Domnul au iscat bănuiala unei morți silnice. Așa s-a ajuns să se brodeze pe marginea datelor reale, vorbindu-se despre domnitorul care a cerut ca, atunci când va fi aproape de moarte, să fie călugărit. Căzând în agonie, cei din jurul lui s-au grăbit să-l călugărească, dându-i numele de Pahomie. Revenindu-și în simțiri și auzind că a fost călugărit, a zis către boieri: „că de mă voiu scula, pre mulți am să popesc și eu” (vorbe atribuite de tradiție, impuse de Costache Negruzzi). Se crede că boierii, auzindu-i cuvintele, s-au înspăimântat și ca să-l împiedice să-și împlinească promisiunea, l-au otrăvit la 11 martie 1568. E îngropat la ctitoria sa, Mănăstirea Slatina, împreună cu soția sa, Ruxandra, fiica lui Petru Rareș și cu două fete ale lui.

## Descendenții lui Alexandru Lăpușneanu
Cu Ruxandra a avut mai mulți copii.  Pe aer-ul dăruit la Mileșevo (Serbia) sunt brodate numele voievodului și al doamnei precum și cele ale „prea iubiților feciori Bogdan și Petru și Constantin și fiicele lor Anghelina și Tudora și Cneajna și Teofana și Martina și Trofana și Nastasia.” Un alt fiu a fost Ștefan, stabilit în Rusia. Într-un act din aprilie 1559 sunt amintiți încă doi feciori: Ionașco (Ion) și Mihail. Fii nelegitimi au fost Aron Tiranul și Petre Cazacul; ambii au domnit în Moldova spre finele secolului al XVI-lea.

## Moldova în timpul lui Alexandru Lăpușneanu

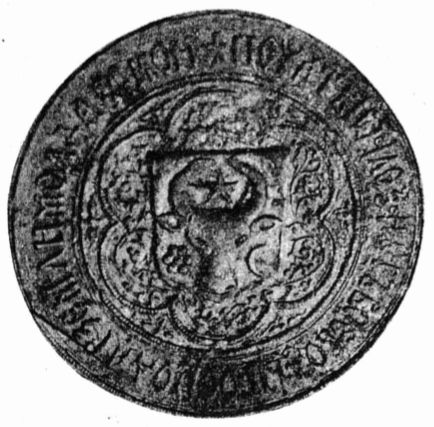
Pecetea lui Alexandru Lăpușneanu

Alexandru Lăpușneanu a păstrat relații comerciale bune cu Transilvania unde avea cetatea Ciceu. Din Veneția veneau pictori pentru zugrăvirea mănăstirilor sale: Slatina și Pângărați. Cu banii săi a împodobit bisericile de la Muntele Athos și cea ortodox-românească din Liovul Poloniei, pe care a înzestrat-o cu vase, odăjdii, icoane și clopote. Pisania bisericii ortodoxe din Liov îi amintește numele, pe acela al Doamnei și a patru dintre copiii lor și poartă data de 7067 (1559). La Mileșevo (Serbia) a dăruit un aer  brodat cu fir, datat 6 august 1567. A ctitorit mănăstirea Socola pe care a înzestrat-o în 1557 cu tot teritoriul din jurul ei. Călugărul cronicar Eftimie, preamărește domnia lui Lăpușneanu. Aceste binefaceri veneau ca urmare a pocăinței lui, după multele păcate săvârșite. Ruxandra Doamna a fost ctitorul bisericii Precista din Roman, a cărei construcție a ținut între 23 mai 1568 și 15 septembrie 1569. Tot ea a înnoit ferecătura unui evangheliar de la Putna, folosind, cum se  citește în inscripție, „argintul cel vechi de la bătrânul Ștefan voievod”. A doua domnie a lui Lăpușneanu este povestită în nuvela omonimă a lui Costache Negruzzi. Tot Lăpușneanu a mutat capitala țării de la Suceava la Iași, în 1564, când din ordinul turcilor, a trebuit să dărâme „cetatea de scaun" a Sucevei și să-și mute reședința la Iași.